# PGC 17532
LEDA/PGC 17532 ist eine ungewöhnliche mehrarmige, verschmelzende Radiogalaxie im Sternbild Orion nördlich der Ekliptik. Sie ist schätzungsweise 469 Millionen Lichtjahre von der Milchstraße entfernt und hat eine Ausdehnung von etwa 115.000 Lichtjahren. Vom Sonnensystem aus entfernt sich das Objekt mit einer errechneten Radialgeschwindigkeit von näherungsweise 10.600 Kilometern pro Sekunde.
Im selben Himmelsareal befinden sich unter anderem die Galaxien PGC 3081044, PGC 3081045, PGC 5060640, PGC 5061033.